# Salsa velouté
La salsa velouté és una salsa que està formada per un brou que pot ser de carn d'aviram o de vedella, fins i tot un fumet de peix tot això lligat amb un roux.
L'elaboració més genèrica parteix d'un roux (mantega i farina en una salsa a parts iguals que es barreja amb un brou.
{\displaystyle \underbrace {Farina+Mantega} _{Roux}+Brou\quad clar\longmapsto Veloute}
La salsa velouté, juntament amb la salsa alemanya, la beixamel, i la salsa espanyola, és una de les salses de la gastronomia francesa que varen ser designades com salses mare per Antonin Carême al segle xix. El chef francès Auguste Escoffier més tard va classificar la salsa de tomàquet, la maionesa, i la salsa holandesa també com salses mare. El terme velouté és d'un adjectiu en francès derivat de velour, que significa vellutat.

## Alguns derivats de la salsa velouté
- Salsa Suprema o Parisienne: Formada per una velouté d'aviram amb llard, suc de llimona i crema de llet líquida. Es fa servir per acompanyar carns roges, aus, porc, galldindi, pastes i ous.
- Salsa de vi blanc: Feta a base d'una velouté de peix, llard, suc de llimona, crema líquida, rovells d'ou, fons de peix i vi blanc.
- Salsa albufera - Addicionant carn glacejada glace de viande
- Salsa veneciana - on el brou és un fumet de peix aromatitzat amb vinagre d'estragó.